# Unió Federal Nacionalista Republicana
La Unió Federal Nacionalista Republicana (UFNR) va ser un partit polític fundat a Barcelona l'abril del 1910.

## Història
Des de l'any 1909, alguns sectors de tres partits, Unió Republicana, el Partit Republicà Democràtic Federal i el Centre Nacionalista Republicà, mantenien una aliança electoral coneguda com a Esquerra Catalana que, un any més tard, va originar la fundació d'aquest partit, nomenant com a president a Josep Maria Vallès. Hi convivien sectors liberals de la burgesia catalana de l'època amb fraccions federalistes, o obreres o socialitzants, sota un programa bàsicament autonomista; així, formaven part del partit membres provinents de diferents àmbits, entre els quals es poden citar Andreu Nin, Antoni Puch i Ferrer, Francesc Layret, Joaquim Lluhí, Joan Vidal i Valls, Albert Bastardas i Sampere o Pompeu Fabra entre d'altres.
Va participar en les eleccions legislatives de Barcelona de 1910, obtenint una representació considerable. Un any més tard va ingressar en la Conjunció Republicà-socialista de caràcter més lerrouxista, però la posterior mort de Vallès, el seu president, sumada a la no acceptació total en el republicanisme català de la ideologia de Lerroux per part dels federalistes, va provocar la migració dels antics membres provinents d'Unió Republicana, com Lluís Companys, el 1912. La UFNR amb Pere Coromines com a president, afectada per aquests factors i el gran descens de vots l'any 1913 enfront de l'increment per part d'altre partit polític de dretes, la Lliga, va buscar la coalició amb altres partits d'esquerres radicals, aliança formalitzada en el Pacte de Sant Gervasi.
Amb el desenvolupament de la Primera Guerra Mundial, va prendre una postura francòfila, tot i que inicialment s'havia postulat per la neutralitat. El partit, sense aspecte polític propi i amb discrepàncies internes, davant la nova derrota en les legislatives d'abril de 1916 es va descompondre gairebé totalment; només alguns membres de Barcelona i Badalona van romandre fins a un any més tard, i la gairebé totalitat dels seus membres més representatius es van integrar en el constituït l'any 1917, Partit Republicà Català.
Com a òrgans portaveus, la UFNR va tenir El Poble Català, La Forja i La Publicidad.